# André Declerck
Pour les articles homonymes, voir Declerck.
André Declerck, né le 27 août 1919 à Koekelare et mort le 13 septembre 1967 à Roulers, est un coureur cycliste belge. Il fut professionnel de 1940 à 1954.

## Palmarès
- 1938
  - Tour des Flandres amateurs
  - 2e de Gand-Ypres
- 1939
  - Champion de Belgique indépendants
  - Gand-Wevelgem
  - 2e de Gand-Ypres
- 1943
  - À travers Paris
  - Tour des onze villes
  - 2e Circuit du Houtland-Torhout
  - 3e du Circuit des régions flamandes
  - 3e du Tour du Limbourg
- 1945
  - 3e de Gand-Wevelgem
- 1946
  - 3e de Paris-Bruxelles
- 1947
  - 2e du Circuit du Houtland-Torhout
- 1948
  - 2e et 5e étapes du Tour de Belgique
  - 2e de la Nokere Koerse
  - 2e du Circuit de Flandre occidentale
  - 3e du Tour de Belgique
  - 8e de Paris-Bruxelles
- 1949
  - Circuit Het Volk
  - Circuit des régions flamandes
  - 2e étape du Tour de Belgique
  - Bruxelles-Moorslede
  - Ransart-Beaumont-Ransart
  - Prix national de clôture
  - Gullegem Koerse
  - 2e et 12e étapes du Tour du Maroc
  - 2e de Gand-Wevelgem
  - 2e du Grand Prix de l'Équipe
  - 6e du Tour des Flandres
  - 6e de Paris-Roubaix
- 1950
  - Circuit Het Volk
  - 3e de Kuurne-Bruxelles-Kuurne
  - 3e de Gand-Wevelgem
  - 7e de Paris-Roubaix
  - 9e de Paris-Bruxelles
- 1951
  - Kuurne-Bruxelles-Kuurne
  - 2e de Hoeilaart-Diest-Hoeilaart
  - 2e du Circuit du Houtland
  - 3e du Circuit des régions flamandes
  - 4e de Paris-Roubaix
  - 7e de Paris-Bruxelles
  - 9e du Tour des Flandres
- 1952
  - 1re étape du Tour du Maroc
  - 3e du Circuit Het Volk
- 1953
  - Mandel-Lys-Escaut
  - 2e de Bruxelles-Ingooigem